# Trei culori
Trei culori (Trzy kolory) to hymn państwowy Rumunii w latach 1977–1990.
Bazuje on na pieśni patriotycznej pod tym samym tytułem skomponowanej przez Cipriana Porumbescu. Oryginalny tekst poddany został daleko idącym zmianom, aby przystosować go do ideologii partii komunistycznej.
Tytuł nawiązuje do flagi Rumunii, składającej się z trzech pionowych pasów - czerwonego (wymienionego w tekście jako roșu), żółtego (galben) i niebieskiego (albastru).

## Oficjalne słowa hymnu
Trei culori cunosc pe lume,
Amintind de-un brav popor,
Ce-i viteaz, cu vechi renume,
În luptă triumfător.
Multe secole luptară
Strabunii noștri eroi,
Să trăim stăpîni în țară,
Ziditori ai lumii noi.
Roșu, galben și albastru
Este-al nostru tricolor.
Se inalță ca un astru
Gloriosul meu popor.
Suntem un popor în lume
Strâns unit și muncitor,
Liber, cu un nou renume
Și un țel cutezător.
Azi partidul ne uneşte
Și pe plaiul românesc
Socialismul se clădește,
Prin elan muncitoresc.
Pentru-a patriei onoare,
Vrăjmașii-n luptă-i zdrobim.
Cu alte neamuri sub soare,
Demn, în pace, să trăim.
Iar tu, Românie mindră,
Tot mereu să dăinuiești
Și în comunista eră
Ca o stea să strălucești.

## Słowa oryginalnej pieśni
Trei culori cunosc pe lume
Ce le știu ca sfânt odor,
Sunt culori de-un vechi renume
Amintind de-un brav popor.
Cât pe cer și cât pe lume,
Vor fi aste trei culori,
Vom avea un falnic nume,
Și un falnic viitor.
Roșu-i focul vitejiei,
Jertfele ce-n veci nu pier
Galben, aurul câmpiei,
Și-albastru-al nostru cer.
Multe secole luptară
Bravi și ne-nfricați eroi
Liberi să trăim în țară
Ziditori ai lumii noi.